# Fasandræberne
 For alternative betydninger, se Fasandræberne (film).
Fasandræberne er en dansk krimi fra 2008 af Jussi Adler-Olsen. Bogen er filmatiseret, instrueret af Mikkel Nørgaard.

## Handling
I 1987 findes et søskendepar brutalt myrdet i et sommerhus. Politiets efterforskning peger i retning af en gruppe rigmandsbørn fra en nærliggende kostskole, men sagen lukkes, da en lokal outsider erklærer sig skyldig og dømmes for mordene. Mange år senere ender sagen på vicekriminalkommissær Carl Mørcks skrivebord, og han indser hurtigt, at noget er galt. Carl og hans assistent Assad genoptager sagen og finder frem til et gammelt nødopkald fra en desperat pige, der tilsyneladende kender til mordene.
Snart bliver de to kastet ud i en intens søgen efter pigen, Kimmie, der har været forsvundet siden mordene fandt sted. Men Carl og Assad er ikke de eneste, der jagter Kimmie, da hendes viden er til stor fare for en gruppe indflydelsesrige mænd i toppen af samfundet, og de vil gøre alt hvad de kan for at forhindre fortiden i at indhente dem.